# Jan Landahl
Jan Erik Gösta Landahl, född 15 juni 1950, är en svensk civilekonom och ämbetsman. 
Jan Landahl arbetade vid Finansdepartementets budgetavdelning 1986–95, bland annat som departementsråd och biträdande budgetchef, och var överdirektör vid Riksrevisionsverket 1995–2003. Han var projektledare i Regeringskansliet för regeringens projekt för effektivisering och rationalisering av Regeringskansliet 2001–02 och var huvudsekreterare i ansvarskommittén 2003–05. Han var chef för Regeringskansliets förvaltningsavdelning 2005–10 och var från 2010 till sin pensionering i februari 2015 riksrevisor.